# Allsvenskan i bandy 1995/1996
Allsvenskan i bandy 1995/1996 var Sveriges högsta division i bandy för herrar säsongen 1995/1996. Norrgruppstvåan Västerås SK lyckades vinna svenska mästerskapet efter seger med 7-3 mot södergruppstvåan Sandvikens AIK i finalmatchen på Studenternas IP i Uppsala den 17 mars 1996.

## Förlopp
Skytteligan vanns av Jonas Claesson, Vetlanda BK med 58 fullträffar..

## Seriespelet

### Norrgruppen
Spelades 12 november 1995-7 januari 1996.
| Nr | Lag             | S  | V  | O | F  | +/-   | P  |
| -- | --------------- | -- | -- | - | -- | ----- | -- |
| 1  | Sandvikens AIK  | 14 | 9  | 3 | 2  | 84-52 | 21 |
| 2  | Västerås SK     | 14 | 9  | 2 | 3  | 83-48 | 20 |
| 3  | Falu BS         | 14 | 10 | 0 | 4  | 71-56 | 20 |
| 4  | Ljusdals BK     | 14 | 6  | 3 | 5  | 58-53 | 15 |
| 5  | Edsbyns IF      | 14 | 7  | 1 | 6  | 62-61 | 15 |
| 6  | Kalix Nyborg BK | 14 | 7  | 0 | 7  | 57-55 | 14 |
| 7  | Hammarby IF     | 14 | 1  | 2 | 11 | 51-86 | 4  |
| 8  | IK Sirius       | 14 | 1  | 1 | 12 | 37-92 | 3  |

### Södergruppen
Spelades 12 november 1995-7 januari 1996.
| Nr | Lag                | S  | V  | O | F  | +/-   | P  |
| -- | ------------------ | -- | -- | - | -- | ----- | -- |
| 1  | IFK Motala         | 14 | 11 | 0 | 3  | 65-35 | 22 |
| 2  | IF Boltic          | 14 | 10 | 1 | 3  | 85-47 | 21 |
| 3  | Vetlanda BK        | 14 | 10 | 1 | 3  | 68-57 | 21 |
| 4  | Villa Lidköping BK | 14 | 9  | 0 | 5  | 76-58 | 18 |
| 5  | IFK Vänersborg     | 14 | 4  | 1 | 9  | 45-57 | 9  |
| 6  | IFK Kungälv        | 14 | 3  | 2 | 9  | 35-59 | 8  |
| 7  | Katrineholms SK    | 14 | 2  | 3 | 9  | 59-80 | 7  |
| 8  | Nässjö IF          | 14 | 2  | 2 | 10 | 51-91 | 6  |

### Elitserien
Spelades 17 januari-18 februari 1996.
| Nr | Lag                | S | V | O | F | +/-   | P  |
| -- | ------------------ | - | - | - | - | ----- | -- |
| 1  | Västerås SK        | 7 | 5 | 1 | 1 | 37-27 | 11 |
| 2  | Vetlanda BK        | 7 | 4 | 1 | 2 | 41-32 | 9  |
| 3  | Falu BS            | 7 | 4 | 0 | 3 | 36-25 | 8  |
| 4  | IF Boltic          | 7 | 4 | 0 | 3 | 33-31 | 8  |
| 5  | Sandvikens AIK     | 7 | 2 | 3 | 2 | 27-26 | 7  |
| 6  | Villa Lidköping BK | 7 | 2 | 1 | 4 | 30-44 | 5  |
| 7  | Ljusdals BK        | 7 | 1 | 2 | 4 | 24-21 | 4  |
| 8  | IFK Motala         | 7 | 2 | 0 | 5 | 18-40 | 4  |

### Allsvenska fortsättningsserien
Spelades 17 januari-18 februari 1996.
| Nr | Lag             | S | V | O | F | +/-   | P  |
| -- | --------------- | - | - | - | - | ----- | -- |
| 1  | Kalix Nyborg BK | 7 | 4 | 2 | 1 | 29-17 | 12 |
| 2  | IFK Vänersborg  | 7 | 4 | 1 | 2 | 26-25 | 12 |
| 3  | IFK Kungälv     | 7 | 4 | 1 | 2 | 35-24 | 11 |
| 4  | Edsbyns IF      | 7 | 3 | 1 | 3 | 35-30 | 10 |
| 5  | Hammarby IF     | 7 | 2 | 4 | 1 | 28-20 | 9  |
| 6  | Katrineholms SK | 7 | 2 | 1 | 4 | 27-29 | 6  |
| 7  | IK Sirius       | 7 | 1 | 3 | 3 | 26-29 | 5  |
| 8  | Nässjö IF       | 7 | 1 | 1 | 5 | 20-52 | 3  |

## Seriematcherna

### Södergruppen
| - 12 november 1995 IF Boltic-IFK Motala 7-3 - 12 november 1995 IFK Kungälv-Katrineholms SK 6-6 - 12 november 1995 Vetlanda BK-IFK Vänersborg 5-4 - 12 november 1995 Villa Lidköping BK-Nässjö IF 9-4 - 15 november 1995 Nässjö-Boltic 4-10 - 15 november 1995 Vänersborg-Katrineholm 3-4 - 15 november 1995 Motala-Villa Lidköping 5-4 - 15 november 1995 Kungälv-Vetlanda 2-3 - 19 november 1995 Vetlanda-Motala 2-4 - 19 november 1995 Kungälv-Villa Lidköping 3-4 - 19 november 1995 Katrineholm-Nässjö 5-6 - 19 november 1995 Vänersborg-Boltic 0-3 - 22 november 1995 Boltic-Kungälv 4-1 - 22 november 1995 Motala-Katrineholm 3-1 - 22 november 1995 Nässjö-Vetlanda 2-8 - 22 november 1995 Villa Lidköping-Vänersborg 5-3 - 29 november 1995 Vänersborg-Motala 5-2 - 29 november 1995 Kungälv-Nässjö 5-2 - 29 november 1995 Vetlanda-Villa Lidköping 5-3 - 29 november 1995 Katrineholm-Boltic 7-9 - 3 december 1995 Boltic-Vetlanda 5-5 - 3 december 1995 Nässjö-Vänersborg 2-2 - 3 december 1995 Motala-Kungälv 2-1 - 3 december 1995 Villa Lidköping-Katrineholm 6-2 - 6 december 1995 Nässjö-Motala 2-3 - 6 december 1995 Vänersborg-Kungälv 5-6 - 6 december 1995 Boltic-Villa Lidköping 4-5 - 6 december 1995 Katrineholm-Vetlanda 5-6 | - 13 december 1995 Motala-Nässjö 12-2 - 13 december 1995 Kungälv-Vänersborg 3-6 - 13 december 1995 Villa Lidköping-Boltic 7-5 - 13 december 1995 Vetlanda-Katrineholm 8-5 - 17 december 1995 Nässjö-Katrineholm 6-6 - 17 december 1995 Boltic-Vänersborg 6-2 - 17 december 1995 Villa Lidköping-Kungälv 10-1 - 17 december 1995 Motala-Vetlanda 10-0 - 26 december 1995 Vetlanda-Nässjö 5-8 - 26 december 1995 Vänersborg-Villa Lidköping 5-3 - 26 december 1995 Katrineholm-Motala 3-7 - 26 december 1995 Kungälv-Boltic 1-7 - 29 december 1995 Motala-Vänerrsborg 4-1 - 29 december 1995 Boltic-Katrineholm 10-2 - 29 december 1995 Nässjö-Kungälv 1-2 - 29 december 1995 Villa Lidköping-Vetlanda 2-6 - 3 januari 1996 Vetlanda-Boltic 6-3 - 3 januari 1996 Vänersborg-Nässjö 6-5 - 3 januari 1996 Katrinehollm-Villa Lidköping 4-5 - 3 januari 1996 Kungälv-Motala 0-2 - 6 januari 1996 Vetlanda-Kungälv 4-1 - 6 januari 1996 Villa Lidköping-Motala 5-7 - 6 januari 1996 Katrineholm-Vänersborg 5-1 - 6 januari 1996 Boltic-Nässjö 10-3 - 7 januari 1996 Katrineholm-Kungälv 4-4 - 7 januari 1996 Vänersborg-Vetlanda 3-5 - 7 januari 1996 Nässjö-Villa Lidköping 4-8 - 7 januari 1996 Motala-Boltic 1-2 |

### Norrgruppen
| - 12 november 1995 Falu BS-Västerås SK 3-4 - 12 november 1995 Hammarby IF-Edsbyns IF 3-3 - 12 november 1995 Ljusdals BK-Kalix Nyborg BK 5-3 - 12 november 1995 IK Sirius-Sandvikens AIK 2-12 - 15 november 1995 Edsbyn-Falun 3-5 - 15 november 1995 Kalix Nyborg-Sirius 5-4 - 15 november 1995 Sandviken-Ljusdal 3-3 - 15 november 1995 Västerås-Hammarby 11-2 - 19 november 1995 Falun-Kalix Nyborg 2-4 - 19 november 1995 Hammarby-Sandviken 3-10 - 19 november 1995 Västerås-Ljusdal 8-2 - 19 november 1995 Edsbyn-Sirius 3-1 - 22 november 1995 Kalix Nyborg-Hammarby 7-4 - 22 november 1995 Ljusdal-Edsbyn 11-2 - 22 november 1995 Sandviken-Falun 10-2 - 22 november 1995 Sirius-Västerås 1-10 - 29 november 1995 Edsbyn-Sandviken 0-2 - 29 november 1995 Falun-Sirius 9-3 - 29 november 1995 Hammarby-Ljusdal 2-2 - 29 november 1995 Västerås-Kalix Nyborg 4-2 - 3 december 1995 Kalix Nyborg-Edsbyn 8-4 - 3 december 1995 Ljusdal-Falun 0-6 - 3 december 1995 Sandviken-Västerås 7-6 - 3 december 1995 Sirius-Hammarby 4-2 - 6 december 1995 Edsbyn-Västerås 8-5 - 6 december 1995 Falun-Hammarby 8-6 - 6 december 1995 Kalix Nyborg-Sandviken 4-3 - 6 december 1995 Sirius-Ljusdal 5-7 | - 13 december 1995 Hammarby-Falun 4-6 - 13 december 1995 Ljusdal-Sirius 8-1 - 13 december 1995 Sandviken-Kalix Nyborg 5-3 - 13 december 1995 Västerås-Edsbyn 4-2 - 17 december 1995 Kalix Nyborg-Falun 5-6 - 17 december 1995 Ljusdal-Västerås 3-7 - 17 december 1995 Sandviken-Hammarby 9-8 - 17 december 1995 Sirius-Edsbyn 2-7 - 26 december 1995 Edsbyn-Ljusdal 5-3 - 26 december 1995 Falun-Sandviken 5-1 - 26 december 1995 Hammarby-Kalix Nyborg 2-3 - 26 december 1995 Västerås-Sirius 3-3 - 29 december 1996 Kalix Nyborg-Västerås 3-8 - 29 december 1996 Ljusdal-Hammarby 4-2 - 29 december 1996 Sandviken-Edsbyn 9-4 - 29 december 1996 Sirius-Falun 2-7 - 3 januari 1996 Falun-Ljusdal 4-3 - 3 januari 1996 Hammarby-Sirius 8-4 - 3 januari 1996 Västerås-Sandviken 4-4 - 4 januari 1996 Edsbyn-Kalix Nyborg 4-3 - 6 januari 1996 Falun-Edsbyn 3-7 - 6 januari 1996 Hammarby-Västerås 3-5 - 6 januari 1996 Ljusdal-Sandviken 3-3 - 6 januari 1996 Sirius-Kalix Nyborg 0-5 - 7 januari 1996 Edsbyn-Hammarby 10-2 - 7 januari 1996 Kalix Nyborg-Ljusdal 2-4 - 7 januari 1996 Sandviken-Sirius 6-5 - 7 januari 1996 Västerås-Falun 4-5 |

### Elitserien
| - 17 januari 1996 IF Boltic-Sandvikens AIK 7-2 - 17 januari 1996 Ljusdals BK-IFK Motala 10-0 - 17 januari 1996 Vetlanda BK-Falu BS 8-7 - 17 januari 1996 Västerås SK-Villa Lidköping BK 9-7 - 21 januari 1996 Falun-Boltic 8-0 - 21 januari 1996 Motala-Västerås 4-3 - 21 januari 1996 Sandviken-Vetlanda 3-3 - 21 januari 1996 Villa Lidköping-Ljusdal 4-4 - 26 januari 1996 Boltic-Ljusdal 4-2 - 26 januari 1996 Falun-Villa Lidköping 6-2 - 26 januari 1996 Sandviken-Motala 5-2 - 26 januari 1996 Vetlanda-Västerås 6-8 - 9 februari 1996 Ljusdal-Sandviken 2-2 - 9 februari 1996 Motala-Vetlanda 3-5 - 9 februari 1996 Villa Lidköping-Boltic 8-4 - 9 februari 1996 Västerås-Falun 6-3 | - 11 februari 1996 Motala-Villa Lidköping 0-4 - 11 februari 1996 Sandviken-Falun 4-7 - 11 februari 1996 Västerås-Ljusdal 4-2 - 11 februari 1996 Boltic-Vetlanda 5-2 - 14 februari 1996 Boltic-Motala 10-4 - 14 februari 1996 Falun-Ljusdal 2-0 - 14 februari 1996 Sandviken-Västerås 2-2 - 14 februari 1996 Vetlanda-Villa Lidköping 12-2 - 18 februari 1996 Ljusdal-Vetlanda 4-5 - 18 februari 1996 Motala-Falun 5-3 - 18 februari 1996 Villa Lidköping-Sandviken 3-9 - 18 februari 1996 Västerås-Boltic 5-3 |

### Allsvenska fortsättningsserien
| - 17 januari 1996 Katrineholms SK-IK Sirius 4-2 - 17 januari 1996 Hammarby IF-IFK Kungälv 5-5 - 17 januari 1996 IFK Vänersborg-Edsbyns IF 4-3 - 17 januari 1996 Kalix Nyborg BK-Nässjö IF 6-4 - 21 januari 1996 Edsbyn-Katrineholm 10-2 - 21 januari 1996 Kungälv-Kalix Nyborg 0-4 - 21 januari 1996 Nässjö-Hammarby 3-2 - 21 januari 1996 Sirius-Vänersborg 3-7 - 26 januari 1996 Edsbyn-Kungälv 5-4 - 26 januari 1996 Katrineholm-Kalix Nyborg 2-4 - 26 januari 1996 Sirius-Nässjö 7-3 - 26 januari 1996 Vänersborg-Hammarby 2-4 - 9 februari 1996 Hammarby-Edsbyn 9-2 - 9 februari 1996 Kalix Nyborg-Sirius 4-4 - 9 februari 1996 Kungälv-Katrineholm 6-3 - 9 februari 1996 Nässjö-Vänersborg 6-6 | - 11 februari 1996 Edsbyn-Sirius 2-2 - 11 februari 1996 Kalix Nyborg-Hammarby 2-2 - 11 februari 1996 Kungälv-Nässjö 9-1 - 11 februari 1996 Vänersborg-Katrineholm 3-2 - 14 februari 1996 Edsbyn-Kalix Nyborg 2-7 - 14 februari 1996 Katrineholm-Nässjö 11-1 - 14 februari 1996 Sirius-Hammarby 3-3 - 14 februari 1996 Vänersborg-Kungälv 1-5 - 18 februari 1996 Hammarby-Katrineholm 3-3 - 18 februari 1996 Kalix Nyborg-Vänersborg 2-3 - 18 februari 1996 Kungälv-Sirius 6-5 - 18 februari 1996 Nässjö-Edsbyn 2-11 |

## Slutspel om svenska mästerskapet 1996

### Åttondelsfinaler (UEFA:s cupmodell)
- 20 februari 1996: Kalix Nyborg BK-IFK Motala 2-1
- 20 februari 1996: IFK Vänersborg-Ljusdals BK 3-5
- 22 februari 1996: IFK Motala-Kalix Nyborg BK 6-2 (IFK Motala vidare)
- 22 februari 1996: Ljusdals BK-IFK Vänersborg 4-1 (Ljusdals BK vidare)

### Kvartsfinaler (bäst av fem matcher)
- 25 februari 1996: Västerås SK-IFK Motala 7-2
- 25 februari 1996: IF Boltic-Villa Lidköping BK 9-3
- 25 februari 1996: Falu BS-Sandvikens AIK 3-8
- 25 februari 1996: Vetlanda BK-Ljusdals BK 4-5
- 28 februari 1996: IFK Motala-Västerås SK 6-2
- 28 februari 1996: Villa Lidköping BK-IF Boltic 1-7
- 28 februari 1996: Sandvikens AIK-Falu BS 7-0
- 28 februari 1996: Ljusdals BK-Vetlanda BK 5-3
- 1 mars 1996: Västerås SK-IFK Motala 4-3 sudden death
- 1 mars 1996: IF Boltic-Villa Lidköping BK 7-2 (IF Boltic vidare med 3-0 i matcher)
- 1 mars 1996: Falu BS-Sandvikens AIK 9-8 sudden death och straffslag
- 1 mars 1996: Vetlanda BK-Ljusdals BK 6-4
- 3 mars 1996: IFK Motala-Västerås SK 3-2
- 3 mars 1996: Sandvikens AIK-Falu BS 5-4 (Sandvikens AIK vidare med 3-1 i matcher)
- 3 mars 1996: Ljusdals BK-Vetlanda BK 4-3 (Ljusdals BK vidare med 3-1 i matcher)
- 5 mars 1996: Västerås SK-IFK Motala 9-2 (Västerås SK vidare med 3-2 i matcher)

### Semifinaler (bäst av tre matcher)
- 8 mars 1996: Västerås SK-IF Boltic 6-2
- 8 mars 1996: Sandvikens AIK-Ljusdals BK 6-4
- 10 mars 1996: IF Boltic-Västerås SK 8-5
- 10 mars 1996: Ljusdals BK-Sandvikens AIK 5-8 (Sandvikens AIK vidare med 2-0 i matcher)
- 12 mars 1996: Västerås SK-IF Boltic 8-3 (Västerås SK vidare med 2-1 i matcher)

### Final
- 17 mars 1996: Västerås SK-Sandvikens AIK 7-3 (Studenternas IP, Uppsala)